# Gabriella Quevedo
Gabriella Evelina Quevedo (Kinna, 12 de enero de 1997) es una guitarrista sueca. Creció en Kinna. Su padre es argentino y su madre es argentina-sueca. Además del sueco, también habla inglés y entiende español.

## Biografía
Comenzó a tocar la guitarra a los doce años, aprendiendo rápidamente, dominando técnicas de guitarra de estilo dedo, lo que la llevó a grabar una serie de versiones de otras actuaciones de guitarristas y sus propios arreglos de guitarra en YouTube. En octubre de 2020, el canal de YouTube de Gabriella tenía más de 1,3 millones de suscriptores y más de 210 millones de visitas. Las versiones seleccionadas también se han publicado en otros canales. En julio de 2018 un álbum titulado Acoustic Cover Songs Vol. 1 que contiene 16 canciones apareció en Spotify, iTunes, Deezer, Amazon Music, Google Play Music, Tidal, YouTube Music y Apple Music. Las primeras canciones originales de Gabriella, «Last Time» (Tiempo pasado) y «Remember» (Recordar), fueron lanzadas a finales de 2019. Fueron grabados en el estudio Mono Music en Estocolmo, establecido por el ex miembro de ABBA Benny Andersson.
Quevedo cita como sus principales influencias como Tommy Emmanuel, Sungha Jung, Kotaro Oshio y Andy McKee, cuya música ha incluido en sus grabaciones y repertorios de interpretación, y con quien ha aparecido en conciertos en Suecia y en el escenario internacional.
Su grabación de «Hotel California» de los Eagles, con arreglos de Tomi Paldanius, tuvo más de 22 millones de visitas en YouTube en julio de 2019. En 2012 ganó el primer premio en la categoría de «jóvenes talentos» en el Uppsala International Guitar Festival y en el voto de Ryan Seacrest de 2014 en la mejor versión de la canción «Young Girls» de Bruno Mars. En 2016 fue galardonada con la beca Hagström de la Real Academia Sueca de Música (Kungliga Musikaliska Akademien).
Primero aprendió a tocar en la guitarra Yamaha de su padre, pero más tarde sus padres compraron a Gabriella su propia guitarra, una «Yamaha negra brillante con un corte», que se ve en sus videos anteriores en YouTube, y que fue firmada por Tommy Emmanuel. Más tarde comenzó a tocar Taylor Guitars, primero una Taylor GC8e personalizado, luego una Taylor 912ce y una Taylor 812ce personalizada. Quevedo es una artista apoyada por Taylor Guitars y por G7th, The Capo Company.

## Conciertos
Gabriella Quevedo ha aparecido en conciertos en Suecia, Noruega, Alemania, Estados Unidos y Asia, incluyendo:
- con Hansel Pethig,[18] Lemgo, Alemania (2012)[19]
- con Sungha Jung, Blomberg, Alemania (2012)[19][20][21] y Suecia (2014)[6][22][23]
- Uppsala International Guitar Festival, Uppsala, Suecia (2012, 2014)[7][23]
- con Tommy Emmanuel, Gotemburgo, Suecia (2012, 2015)[24][25][26]
- Sundsvall Gitarrfestival, Sundsvall, Suecia (2013, 2017)[27][28][29][30]
- con Adam Rafferty,[31] Blomberg, Alemania (2013)[32][33]
- Festival Larvik Gitar, Larvik, Noruega (2014,2017)[34]
- con Andy McKee, Gotemburgo, Suecia (2015)[35]
- Espectáculo de invierno NAMM, EE. UU. (2016)[36]
- gira de conciertos en Japón, Corea del Sur, Taiwán y China (2016)[37]